# Bangiaceae
Bangiaceae, porodica crvenih algi u redu Bangiales. Postoji 185 vrsta i dvadesetak rodova. Ime je dobila po rodu Bangia, a najveći broj vrsta pripada rodovima Pyropia i Porphyra.

## Rodovi
1. Aspalatia Ercegovic    (3)
2. Bangia Lyngbye       (16)
3. Bangiella Gaillon    (1)
4. Bangiomorpha N.J.Butterfield    (1)
5. Boreophyllum S.C.Lindstrom, N. Kikuchi, M.Miyata & Neefus (5)
6. Clymene W.A.Nelson    (1)
7. Dione W.A.Nelson  (1)
8. Fuscifolium S.C.Lindstrom   (2)
9. Lysithea W.A.Nelson    (1)
10. Minerva W.A.Nelson  (1)
11. Neomiuraea N.Kikuchi, S.Arai, G.Yoshida, J.-A.Shin & Miyata   (1)
12. Neoporphyra J.Brodie & L.-E.Yang (10)
13. Neopyropia J.Brodie & L.-E.Yang (20)
14. Neothemis A.Vergés & N.Sánchez   (2)
15. Phycocalidia Santiañez & M.J.Wynne (10)
16. Phyllona J.Hill    (4)
17. Porphyra C.Agardh    (55)
18. Porphyrella G.M.Smith & Hollenberg    (2)
19. Pseudobangia K.M.Müller & R.G.Sheath    (1)
20. Pyropia J.Agardh   (39)
21. Uedaea J.Brodie & L.-E.Yang (1)
22. Wildemania De Toni (8)